# 대피관
"대피관"(大避棺)은 한국, 대만에서 제작된 후청촤 감독의 1970년 영화이다. 심설진 등이 주연으로 출연하였고 이지룡 등이 제작에 참여하였다.

## 출연

### 주연
- 심설진
- 윤일봉
- 조건
- 전몽

## 기타
- 조명: 양위웅
- 미술: 당국사